# E-Des
E-Des es un entorno de desarrollo integrado diseñado para PHP, Internet explorer, MySQL, Informix. Todo está integrado en el navegador sin utilizar herramientas locales.
El Motor de desarrollo diseñado por Gesoft, S.L. te permite implementar Intranet a gran velocidad.El entorno de desarrollo está integrado en la propia Intranet permitiéndote actualizar los programas en tiempo real.
Funciona con ficheros de órdenes (.edf) que son interpretados por el motor mostrando de forma dinámica la información.